# Polystichum obliquum
Polystichum obliquum là một loài thực vật có mạch trong họ Dryopteridaceae. Loài này được (D. Don) T. Moore miêu tả khoa học đầu tiên năm 1858.